# Trebius shiinoi
Trebius shiinoi is een eenoogkreeftjessoort uit de familie van de Trebiidae. De wetenschappelijke naam van de soort is voor het eerst geldig gepubliceerd in 1998 door Nagasawa, Tanaka & Benz.